# ایزاک پارسونز
ایزاک پارسونز (Isaac Parsons) (زادهٔ ۲۷ ژانویه ۱۷۵۲ – درگذشتهٔ ۲۵ اوت ۱۷۹۶)، برده‌دار، سیاستمدار و افسر شبه نظامی در ایالت ویرجینیا (ویرجینیای غربی کنونی) آمریکایی بود. پارسونز از سال ۱۷۸۹ تا زمان مرگش در سال ۱۷۹۶ به عنوان نماینده شهرستان همپشایر در مجلس نمایندگان ویرجینیا خدمت کرد. به دنبال مصوبهٔ مجمع عمومی ویرجینیا در سال ۱۷۸۹، پارسونز برای خدمت به عنوان متولی برای شهر رامنی، ویرجینیای غربی، انتخاب شد. پارسونز در سال ۱۷۹۰ در همپشایر به عنوان قاضی آغاز به کار کرد. او با درجهٔ سروان فرماندهی گروهانی شبه نظامی در ویرجینیا را طی جنگ انقلاب آمریکا به عهده داشت و پس از جنگ نیز به عنوان سروان در نیروی شبه نظامی شهر همپشایر خدمت کرد. پارسونز یک فرابر عمومی را بر روی رود پوتوماک اداره می‌کرد و در نهایت در سال ۱۷۹۶ در رودخانه غرق شده و چشم از جهان فروبست. پارسونز پدربزرگ ایزاک پارسونز (زادهٔ ۱۸۱۴ – درگذشتهٔ ۱۸۶۲) بوده که او نیز شهر همپشایر را در مجلس نمایندگان ویرجینیا نمایندگی می‌کرد و تحت عنوان افسر در ارتش ایالات مؤتلفه خدمت کرده است.

## اوایل زندگی و خانواده
ایزاک پارسونز در ۲۷ ژانویه ۱۷۵۲ در شهر همپشایر، ویرجینیا (ویرجینیای غربی کنونی) چشم به جهان گشود. او پسر سوم توماس پارسونز و همسرش پارتنیا بالدوین پارسونز (به صورت بایلدوین نیز نوشته می‌شود) بود. خانوادهٔ پارسونز از خانواده‌های برجسته بوده که نیاکان‌شان در سال ۱۶۳۵ به مستعمرات سیزده‌گانه انگلستان رسیده و در حدود سال ۱۷۴۰ به شهر همپشایر نقل مکان کرده بودند. پدر پارسونز پیش از آنکه به شهر همپشایر، ویرجینیا نقل مکان کند در سال ۱۷۲۵ در کرانه شرقی مریلند ساکن شده بود.

## زمین‌داری
پس از مرگ پدرش، توماس پارسونز، میان تاریخ وصیت‌نامه‌اش در ۲۷ مه ۱۷۷۱ و تاریخ ضبط آن در ۱۰ مارس ۱۷۷۲، پارسونز یک مزرعه در قطعهٔ شمارهٔ شانزده «بررسی شعبه جنوبی» توماس فیرفکس، ششمین لرد فیرفک املاک بخش شمالی کامرون و زمین‌های باارزش دیگری واقع در شهر همپشایر و دو شهر امروزی هاردی و گرنت در ویرجینیای غربی را به ارث برد. همچنین پارسونز و بالدوین، برادرش، زمینی که پدرشان از لوک کالینز به دست آورده بود را کسب کردند. این زمین توسط ناتانیل کویکندال، جان فورمن و ویلیام فورمن بین پارسونز و برادرش تقسیم شد. پارسونز در سال ۱۷۷۸، مالک ۱۶۱ جریب فرنگی (۶۵ هکتار، ۰٫۲۵۲ مایل مربع) از قطعهٔ ۱۶ و همهٔ قطعهٔ ۱۷ از لرد فیرفک «بررسی شعبه جنوبی» بود.
پارسونز همچنین در سال ۱۷۹۰ گوشه‌ای ازی قطعه زمینی به شماره یک را که درون شهر رامنی بود، در اختیار داشت. او در سال ۱۷۹۵ زمینی به مساحت صد جریب فرنگی (۴۰ هکتار، ۰٫۱۶ مایل مربع) را در طول رود پوتوماک را به دست آورد. بعدها در سال ۱۸۳۶ ملک قطعهٔ ۱۶ متعلق به پارسونز که در امتداد رود پوتوماک واقع شده بود، توسط دیوید گیبسون خریداری شد. پس از آن گیبسون در آنجا مزرعهٔ سیکامور دیل خود را تأسیس کرد.

### خدمات کشتی فرابر
پارسونز از مجمع عمومی ویرجینیا درخواست تأسیس یک فرابر عمومی در سراسر رود پوتوماک کرد تا بدین صورت املاک خود را در دو سوی رودخانه به هم متصل کند. در اکتبر ۱۷۸۶، مجمع عمومی ویرجینیا قانون تأسیس فرابر عمومی در املاک پارسونز در نزدیکی محل فعلی پل مسیر ۵۰ ایالات متحده در غرب رامنی، را تصویب کرد. مصوبهٔ مجمع، عوارض کشتی را سه پنی و سه فرتینگ به ازای هر نفر و برای هر اسب نیز به همان قیمت تعیین کرد. پارسونز در سال ۱۷۹۰ مشغول ادارهٔ فرابر بود که تحت عنوان «فرابر پارسونز» شناخته شد. در ۲۶ دسامبر ۱۷۹۲، مجمع عمومی ویرجینیا قانون دیگری برای حل و فصل و تنظیم فرابرهای عمومی تصویب کرد. قانون مجمع مقرره کرد که کشتی پارسونز «به‌طور مداوم» در محل خود نگه‌داری شده و عوارض آن را به مبلغ شش سنت برای هر نفر و هر اسب تعیین کرد.

## حرفه‌های سیاسی و نظامی
پارسونز در طول جنگ انقلاب آمریکا با درجهٔ سروان فرماندهی گروهی شبه نظامی را زیر نظر سرگرد وینسنت ویلیامز در ویرجینیا برعهده داشت. در ۱۱ دسامبر ۱۷۸۸، پارسونز مجدداً با درجهٔ سروان به عنوان فرماندهٔ گروهی شبه نظامی در شهر همپشایر خدمت کرد.
پارسونز از سال ۱۷۸۹ تا زمان مرگش در ۲۵ اوت ۱۷۹۶ به عنوان نمایندهٔ شهر همپشایر، عضوی از مجلس نمایندگان ویرجینیا بود. پارسونز از شهر همپشایر که یک حوزه انتخابیه بود در مجلس نمایندگان ویرجینیا نمایندگی می‌کرد. در طول نشست مجلس میان ۱۹ اکتبر تا ۱۹ دسامبر ۱۷۸۹، پارسونزدر کنار الیاس پستون و ایزاک میلر، در طول نشست مجلس در سال‌های ۱۷۹۰ تا ۱۷۹۳، در کنار الیاس پستون، در جلسات سال ۱۷۹۴ در کنار فرانسیس وایت و همچنین در جلسات سال ۱۷۹۵ در کنار الیاس پستون خدمت می‌کرد. پارسونز در ۲۵ اوت ۱۷۹۶ پیش از نشست‌های مجلس نمایندگان ویرجینیا میان ۸ نوامبر تا ۲۷ دسامبر ۱۷۹۶ چشم از جهان فروبست. در آن نشست، او قرار بود در کنار الکساندر کینگ خدمت کند. کرسی پارسونز توسط فیلدینگ کالمز پر شد که طی این جلسه وظایف پارسونز را بر عهده داشت. پارسونز در سال ۱۷۹۴ و ۱۷۹۵ طی دو نشست پایانی که در مجلس نمایندگان ویرجینیا حضور داشت، عضو حزب فدرالیست بود.
در ۱۴ فوریه سال ۱۷۸۸، پارسونز در پی مصوبهٔ مجمع عمومی ویرجینیا به عنوان ارزیاب املاک در شهر همپشایر انتخاب شد. در ۴ دسامبر ۱۷۸۹، پارسونز بار دیگر طی مصوبهٔ مجمع عمومی ویرجینیا به عنوان متولی شهر رامنی منصوب شد. پارسونز در کنار ایزاک میلر، اندرو وودرو، استفان کالوین، جاناتان پرسل، نیکلاس کیسی، ویلیام مک گوایر، پرز درو و جیمز مورفی به عنوان متولی خدمت کرد. پارسونز و اعضای معتمدش اختیاری از طرف مجمع عمومی پارسونز برای حل و فصل اختلافات مربوط به زمین‌های شهر و «باز کردن و پاکسازی» «خیابان‌ها و خطوط آن» شهر مطابق با طرح و بررسی اولیه برای رامنی داشتند. در سال ۱۷۹۰، پارسونز در کنار جاناتان پرسل، جیمز مارتین، کورنلیوس فرل، ادوارد مک‌کارتی، سولومون جونز و الیاس پستون به عنوان قاضی برای شهرستان همپشایر انتخاب یا منصوب شد. پارسونز بر اساس اسناد به جا مانده، در ۲۵ اوت سال ۱۷۹۶ بر اثر غرق شدن در رود پوتوماک چشم از جهان فروبست.

## زندگی شخصی
پارسونز در ۲۳ آوریل سال ۱۷۷۲ با با مری ای الندر گرگ ازدواج کرد. مری ای الندر گرگ در ۲۷ فوریه ۱۷۵۶ چشم به جهان گشود. پارسونز و همسرش صاحب دو پسر به نام‌های جیمز گرگ پرسونز (زادهٔ ۱۷۷۳ – درگذشتهٔ ۱۸۴۷) که با مری کاترین کیسی ازدواج کرد، و دیوید پارسونز (زادهٔ ۱۷۷۵) که با کاترین میلر ازدواج کرد، شدند.

## ارجاعات
1. 1 2 3  (MacCabe 1913، ص. 254.)
2. 1 2 3  (MacCabe 1913، ص. 18.)
3. 1 2  (Zimmerman 2012، ص. 9.)
4. 1 2  (Brannon 1976، ص. 286.)
5. ↑  (Munske و Kerns 2004، ص. 144.)
6. ↑  (Maxwell و Swisher 1897، ص. 405.)
7. 1 2  (Brannon 1976، ص. 300.)
8. 1 2  (Virginia House of Delegates 1828، ص. 56)
9. ↑  (Hening 1823a، صص. 403–404.)
10. 1 2 3  (Munske و Kerns 2004، ص. 45.)
11. ↑  (Maxwell و Swisher 1897، ص. 280.)
12. ↑  (Shepherd و Hening 1835، صص. 152–153.)
13. ↑  (Johnston 1977، ص. 119.)
14. ↑  (Horton 2009، صص. 25–26.)
15. 1 2  (Munske و Kerns 2004، ص. 46.)
16. ↑  "Biographical Information: Isaac Parsons", The Virginia Elections and State Elected Officials Database Project, 1776–2007, Department of Politics, University of Virginia; University of Virginia Center for Politics; University of Virginia Library, archived from the original on December 24, 2013, retrieved December 15, 2013
17. ↑  (Virginia State Library 1917، ص. 30)
18. ↑  (Virginia State Library 1917، صص. 32–33)
19. ↑  (Virginia State Library 1917، صص. 34–35)
20. ↑  (Virginia State Library 1917، ص. 37)
21. ↑  (Virginia State Library 1917، ص. 39)
22. ↑  (Virginia State Library 1917، ص. 41)
23. ↑  (Virginia State Library 1917، صص. 43–44)
24. ↑  (Virginia State Library 1917، صص. 45–47)
25. ↑  (Horton 2009، صص. 7–8.)
26. ↑  (Lewis 1892، ص. 44.)
27. ↑  (Lewis 1889، ص. 487.)
28. ↑  (Federal Writers' Project 1937، ص. 58.)
29. ↑  (Hening 1823b، ص. 90.)
30. ↑  (Maxwell و Swisher 1897، ص. 276.)

## کتابشناسی
- Brannon, Selden W., ed. (1976). Historic Hampshire: A Symposium of Hampshire County and Its People, Past and Present. Parsons, West Virginia: McClain Printing Company. ISBN 978-0-87012-236-1. OCLC 3121468.
- Federal Writers' Project (1937). Historic Romney 1762–1937. Romney, West Virginia: Federal Writers' Project, The Town Council of Romney, West Virginia. OCLC 2006735. Archived from the original on January 1, 2014. Retrieved July 21, 2016.
- Hening, William Waller (1823a). The Statutes at Large: Being a Collection of All the Laws of Virginia, from the First Session of the Legislature in the Year 1619: Published Pursuant to an Act of the General Assembly of Virginia, Passed on the Fifth Day of February One Thousand Eight Hundred and Eight, Volume 12. New York City, New York: R. & W. & G. Bartow. OCLC 16810101. Archived from the original on June 24, 2016. Retrieved July 21, 2016.
- Hening, William Waller (1823b). The Statutes at Large: Being a Collection of All the Laws of Virginia, from the First Session of the Legislature in the Year 1619: Published Pursuant to an Act of the General Assembly of Virginia, Passed on the Fifth Day of February One Thousand Eight Hundred and Eight, Volume 13. New York City, New York: R. & W. & G. Bartow. OCLC 16810101. Archived from the original on January 11, 2014. Retrieved July 21, 2016.
- Horton, Vicki Bidinger (2009). Hampshire County, Virginia (Now West Virginia): Minute Book Abstracts, 1788–1802, Volume 1. Baltimore, Maryland: Genealogical Publishing Company. ISBN 978-0-8063-4535-2. OCLC 43442868. Archived from the original on January 1, 2014. Retrieved July 21, 2016.
- Lewis, Virgil Anson (1889). History of West Virginia: In Two Parts. Philadelphia: Hubbard Brothers. OCLC 4270768.
- Johnston, Ross B. (1977). West Virginians in the American Revolution. Baltimore, Maryland: Genealogical Publishing Company. ISBN 978-0-8063-0762-6. OCLC 3146116. Archived from the original on January 11, 2014. Retrieved July 21, 2016.
- Lewis, Virgil Anson (1892). Southern Historical Magazine: Devoted to History, Genealogy, Biography, Archæology and Kindred Subjects, Volume 1. Charleston, West Virginia: Virgil Anson Lewis. OCLC 8188307. Archived from the original on January 1, 2014. Retrieved July 21, 2016.
- MacCabe, Virginia Parsons (1913). Parsons' Family History and Record. Decatur, Illinois: Charles W. Nickey. OCLC 8590919.
- Maxwell, Hu; Swisher, Howard Llewellyn (1897). History of Hampshire County, West Virginia From Its Earliest Settlement to the Present. Morgantown, West Virginia: A. Brown Boughner, Printer. OCLC 680931891. OL 23304577M.
- Munske, Roberta R.; Kerns, Wilmer L., eds. (2004). Hampshire County, West Virginia, 1754–2004. Romney, West Virginia: The Hampshire County 250th Anniversary Committee. ISBN 978-0-9715738-2-6. OCLC 55983178.
- Shepherd, Samuel; Hening, William Waller (1835). Volume 1 of The Statutes at Large of Virginia: From October Session 1792, to December Session 1806 [i.e. 1807], Inclusive, in Three Volumes, (new Series,) Being a Continuation of Hening. Richmond, Virginia: S. Shepherd. OCLC 80445062. Archived from the original on January 11, 2014. Retrieved July 21, 2016.
- Virginia House of Delegates; Virginia General Assembly (1828). Journal of the House of Delegates of the Commonwealth of Virginia; Begun and Holden in the City of Richmond, In the County of Henrico. Thomas W. White. Archived from the original on January 11, 2014. Retrieved July 21, 2016.
- Virginia State Library (1917). Report of the Virginia State Library, Volumes 13-15. Virginia State Library, Division of Purchase and Printing. Archived from the original on January 5, 2014. Retrieved July 21, 2016.
- Zimmerman, Courtney Fint; Aurora Research Associates, Hampshire County Landmarks Commission (August 24, 2012). National Register of Historic Places Registration Form: Valley View (PDF). United States Department of the Interior, National Park Service. Archived (PDF) from the original on December 13, 2013. Retrieved December 15, 2013.